# Julien David
Pour les articles homonymes, voir David (patronyme).
Julien David né en 1978 à Paris est un créateur de mode français.

## Biographie
Il part à New York, est graphiste, puis est admis à la Parsons School of Design de New York et en est diplômé en 2003. A New York, il assiste Narciso Rodriguez. 
Il devient par la suite styliste pour la ligne Ladies Purple Label Collection dans l'équipe de Ralph Lauren.
En 2006, Julien David s'installe à Tokyo ; il y ouvrira sa première boutique sept ans plus tard.
Il crée sa marque en 2008 à Tokyo ; il lance sa première collection de foulards vendue dans les des points de vente tels que colette à Paris ou Barney's à New York. 
En 2011, il organise un premier défilé lors de la semaine de la mode de Paris où sa collection mélange belles matières et streetwear,. À la suite de quoi il dessine une première collection « homme ». 
En 2012, Julien David reçoit le Grand Prix de l’ANDAM (Association nationale pour le Développement des arts de la mode).